# Jósika Sámuel (kancellár)

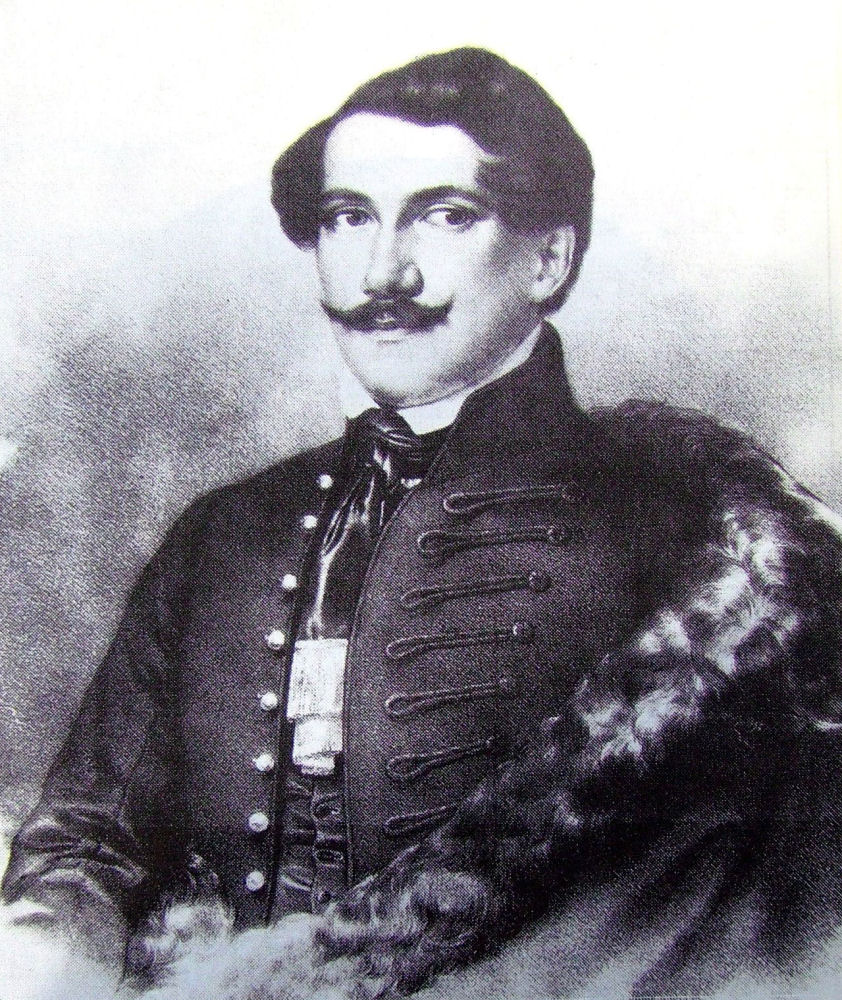
Barabás Miklós litográfiája (1838)

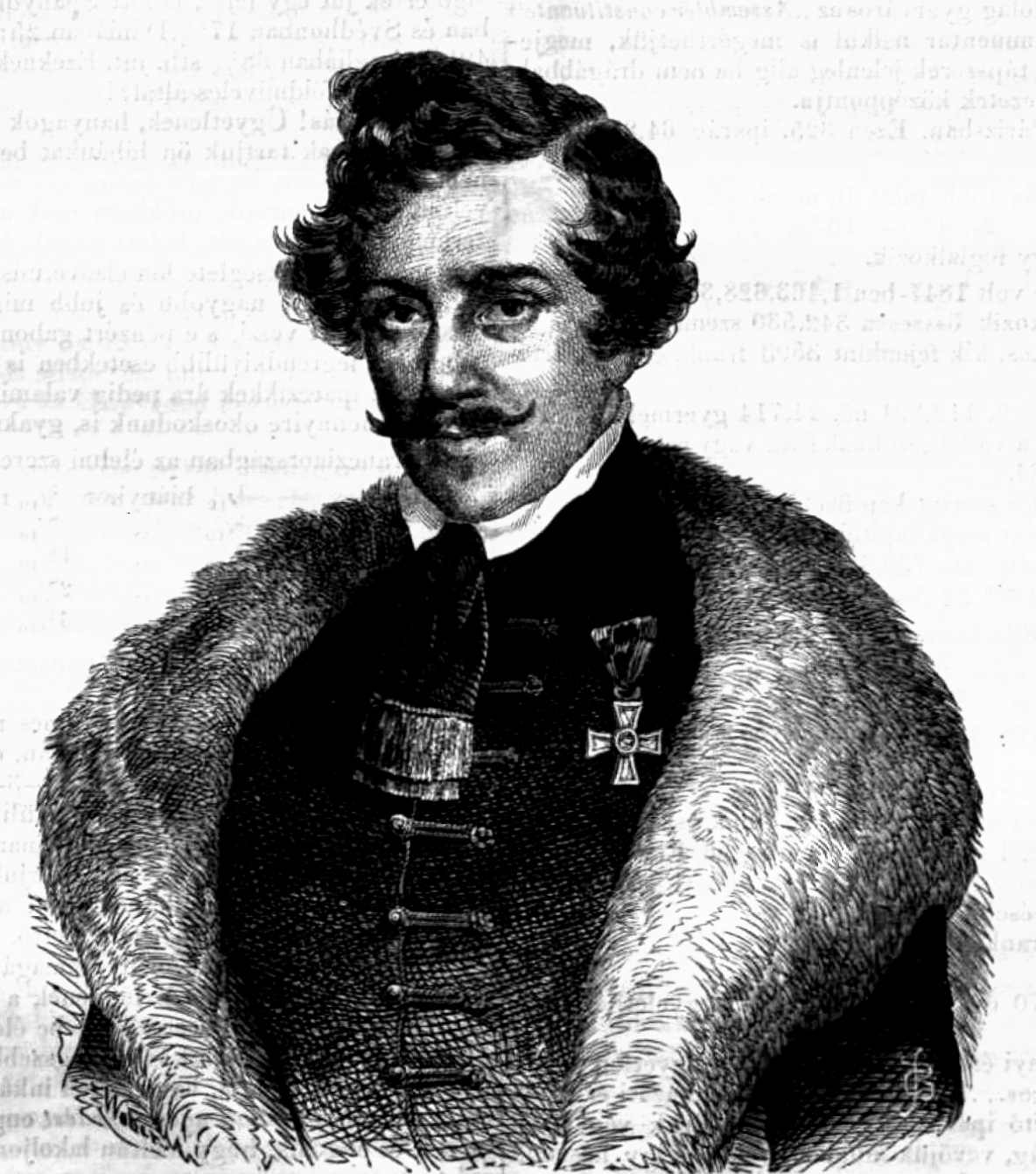
Jósika Sámuel 1856-ban

Branyicskai báró Jósika Sámuel (Kolozsvár, 1805. július 7. – Bécs, 1860. március 28.) császári és királyi kamarás, valóságos belső titkos tanácsos, Szent István-rend vitéze és Erdély udvari kancellárja.

## Élete
A kolozsvári líceumban tanult, majd 1823-ban a királyi kormányszékhez, 1824-ben pedig a királyi ítélő táblához került gyakorlatra. A vizsgák letétele után 1825-ben az Erdélyi Udvari Kancelláriához számfeletti fogalmazóvá, 1827-ben ugyanott számfeletti titoknokká, 1829-ben pedig Torda vármegye főispáni helytartójává nevezték ki. 1831-ben a magyar udvari kancelláriánál számfeletti udvari tanácsos lett. Politikai pályája az 1834-es erdélyi országgyűlésen kezdődött, ahol a mérsékelt párt élére állt. Az általa kitűzött feladat az volt, hogy a mérséklés és kiegyenlítés útján haladjon. Az udvar iránti hűséggel lángoló hazaszeretetet kötve össze, a köztanácskozásokban olyan érett megfontolással vett részt, olyan hatást gyakorolt az ellene intézett, akkor napirenden volt csípős támadásokra oly átható eleven ésszel és gyors felfogással válaszolt, hogy barátaiból és ellenfeleiből bámulatot váltott ki. Az országgyűlés után 1837-ig Bécsben előbbi hivatalát folytatta; ekkor az udvari kamarához került hasonló minőségben. Ugyanebben évben a nagyszebeni országgyűlésbe ment, mint a konzervatív párt vezére. Bár folytonosan kisebbségben volt a hatalmas ellenzékkel szemben, mégis igen nagy befolyást gyakorolt és az ország rendjeinek becsülését annyira megnyerte, hogy ugyanazon évben titkos szavazás útján erdélyi udvari kancellárnak jelölték. 1838 tavaszán visszatért Bécsbe, ahol a Szent István-renddel tüntették ki. 
Az 1839-es pozsonyi országgyűlésen is részt vett és fényes szónoki sikert aratott. 1841 és 1842-ben a büntető törvénykönyv kidolgozásával megbízott országos választmányban vett részt.
Az 1841-es kolozsvári országgyűlésen a megüresedett főkormányzói hivatalra, titkos szavazat útján, olyan hatalmas többséggel jelölték, amelyre előtte nem volt példa Erdély évkönyveiben (233 szavazat közül 216-ot nyert). 1844-ben Nopcsa Elek erdélyi kancellár nyugalomba vonulása után az Erdélyi Udvari Kancellária alelnökévé és valóságos belső titkos tanácsossá nevezték ki. E hivatalt viselte 1846-ig, amikor a kolozsvári országgyűlésen másodízben jelölték erdélyi udvari kancellárnak; ebben a hivatalban ezúttal az uralkodó is megerősítette. A hivatalba lépése nagy reményekkel kecsegtette a tőle sokat váró Erdélyt; azonban az 1848-as forradalom következtében, Erdély Magyarországgal való egyesítése után, Jósika 1848. április 10-én letette kancellári hivatalát; ezután a politikai pályától visszavonult, a tudománynak és barátainak élt.
A Bach-korszak alatt egyike volt az elsőknek, kik az uralkodó rendszer tévedései ellen bátran felszólaltak. 1859-ben felkínálták neki a minisztériumba való belépést, ezt azonban nem fogadta el. Az alkotmányos rend visszaállításában szerzett érdemeket.